# Rizières en terrasses de Longsheng
Les rizières en terrasses de Longsheng (chinois : 龙胜梯田 - 龍勝梯田 ; pinyin : lóngshèng tītián, littéralement « épine dorsale du dragon »), également appelées rizières en terrasses de Longji (chinois : 龙脊梯田 - 龍脊梯田 ; pinyin : lóngjǐ tītián), sont des rizières situées dans le comté de Longsheng, à environ 100 km de Guilin, dans la région autonome de Guangxi, en Chine. 
Les champs en terrasses sont construits le long de la pente serpentant du bord de la rivière jusqu'au sommet de la montagne, entre 600 et 800 mètres au-dessus du niveau de la mer.  Les champs en terrasses ont été construits pour la plupart il y a environ 650 ans. 
Les rizières en terrasses de Longji (épine dorsale du dragon) ont reçu leur nom parce que les rizières en terrasses ressemblent aux écailles d'un dragon, tandis que le sommet de la chaîne de montagnes ressemble à l'épine dorsale du dragon. 
Début juin, l'eau est pompée sur les rizières et les jeunes plants sont transférés sur les terrasses principales. 

## Galerie

Rizières en terrasses de Longsheng
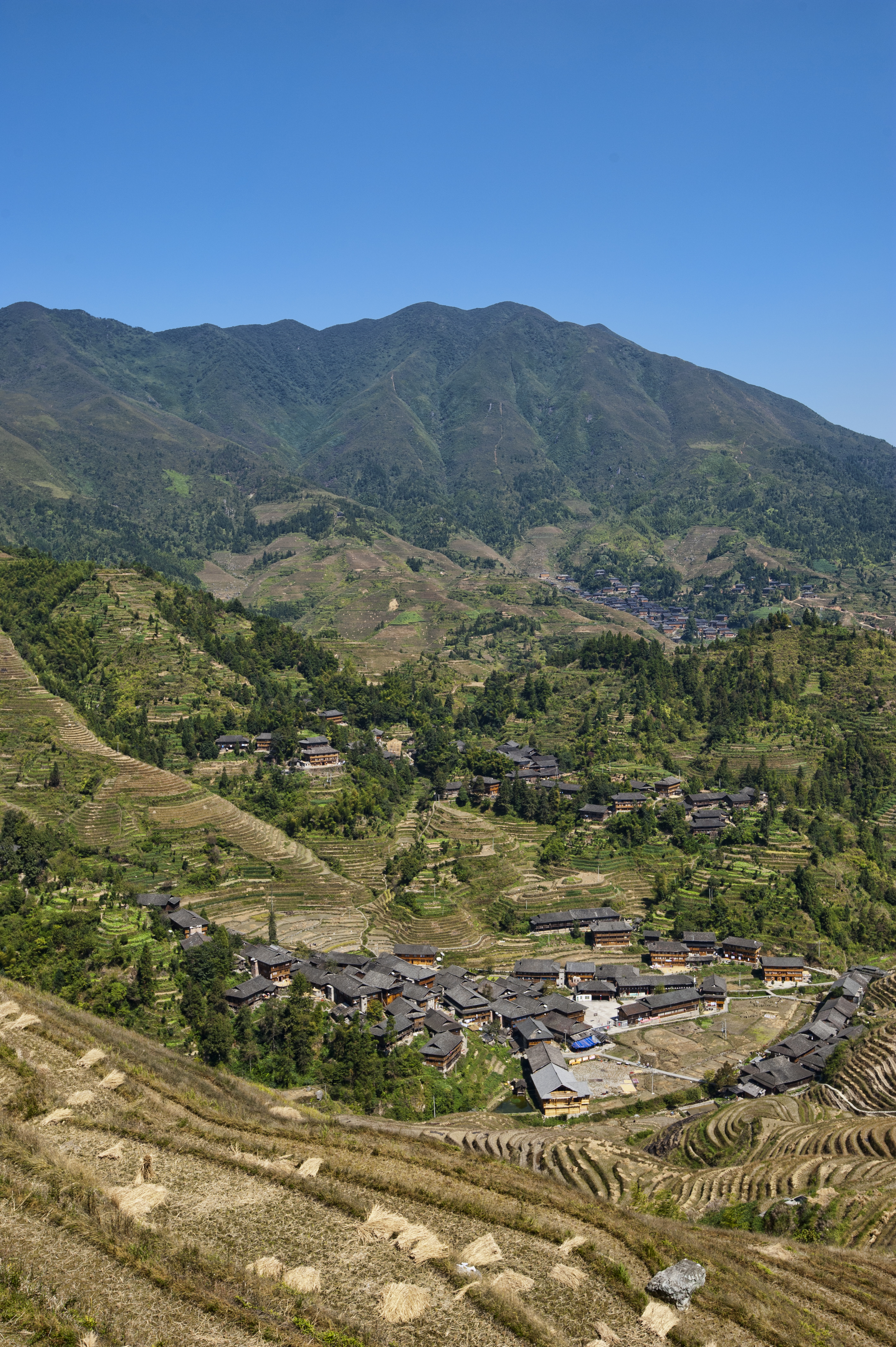
Terrasses de Dazhai
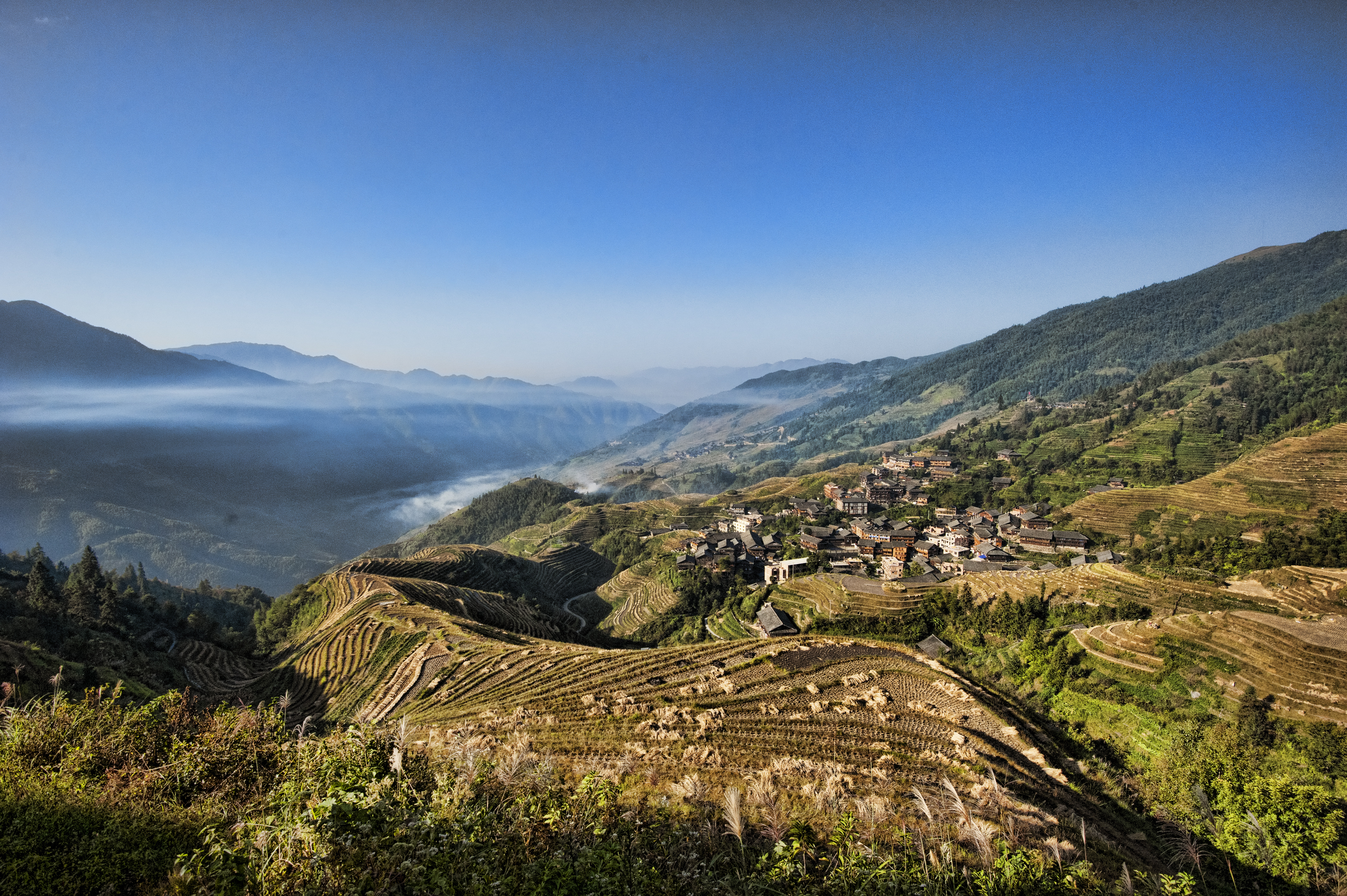
Ping'an vu de Jiu long wu hu
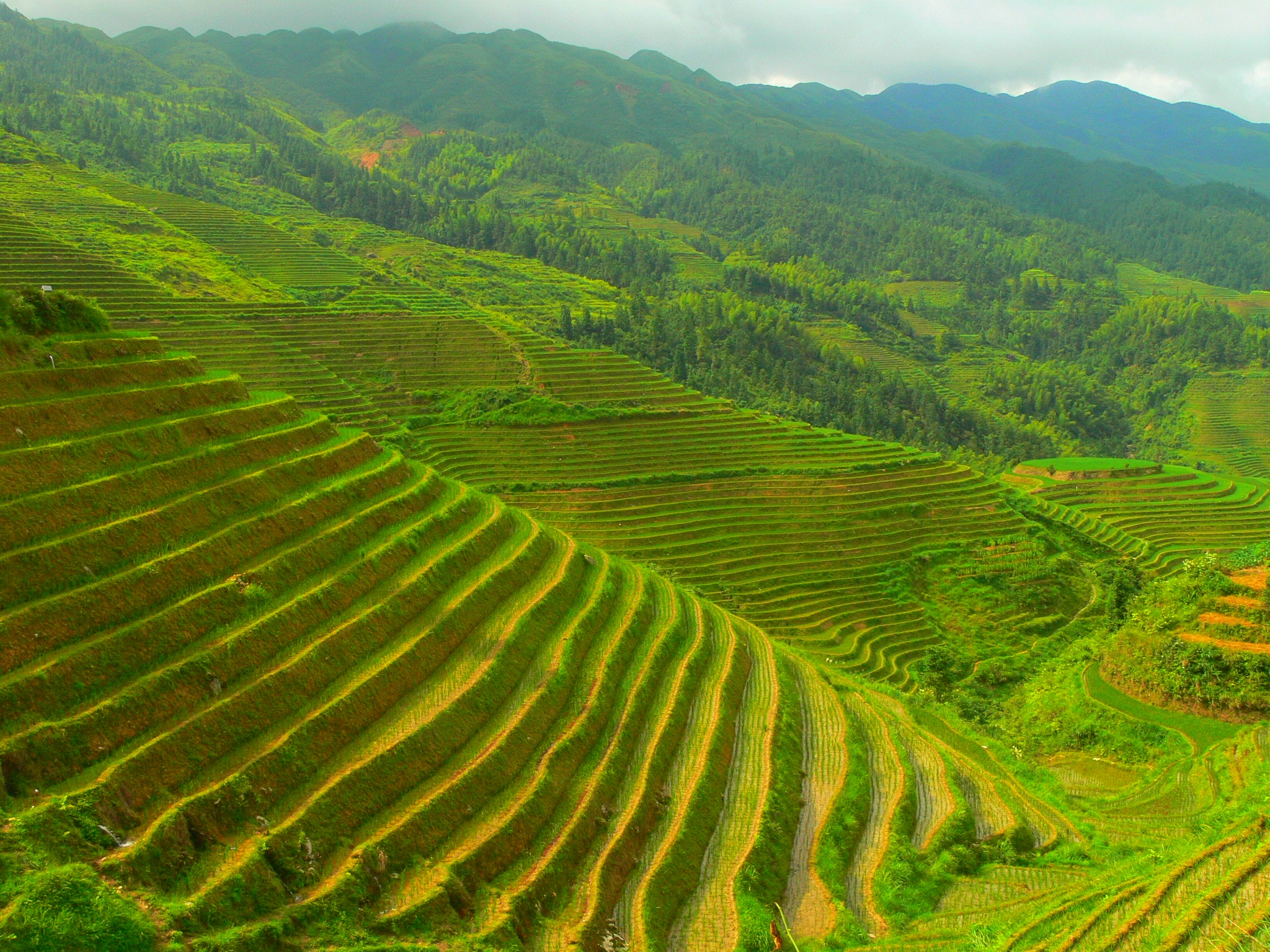
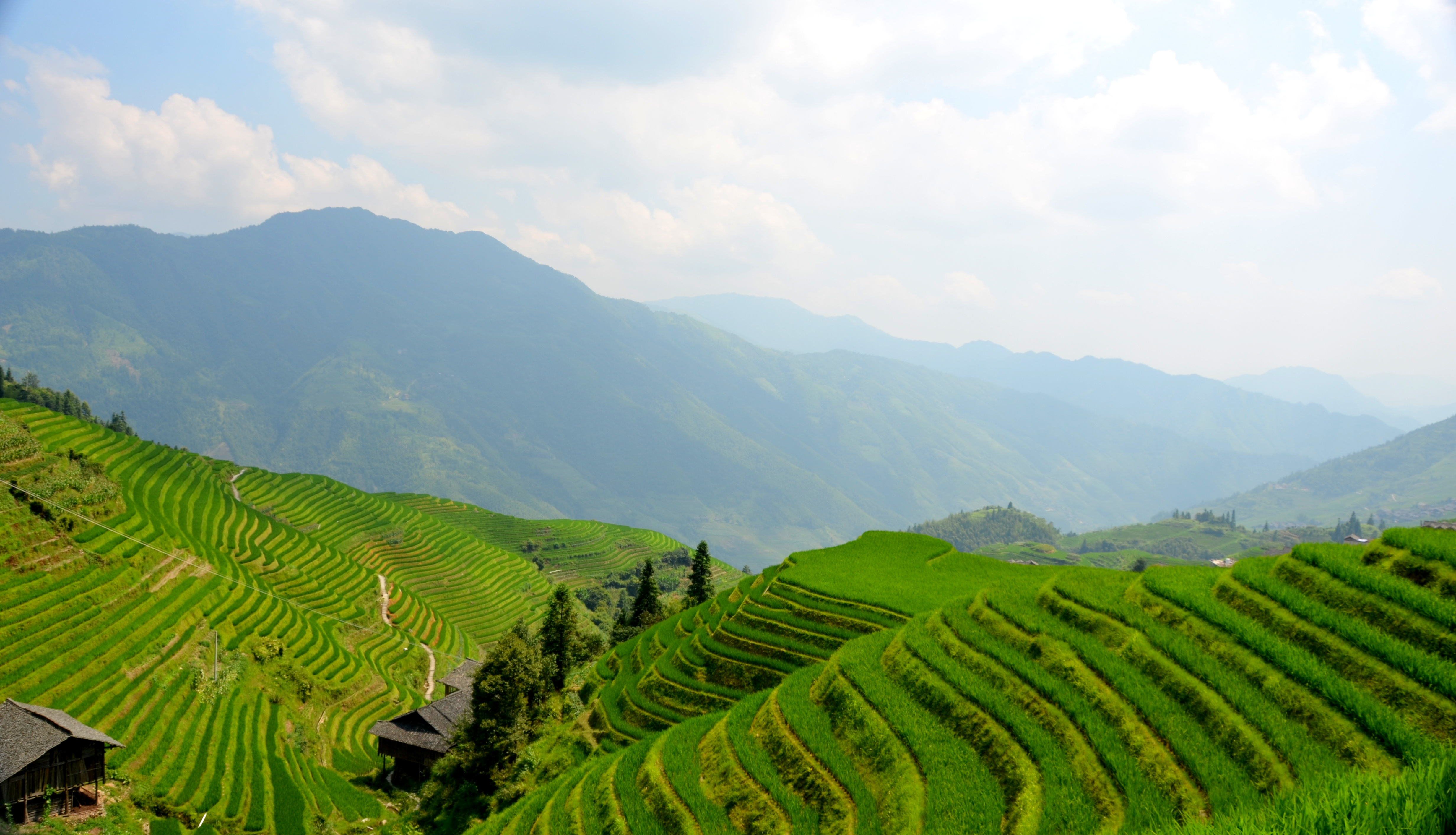
T
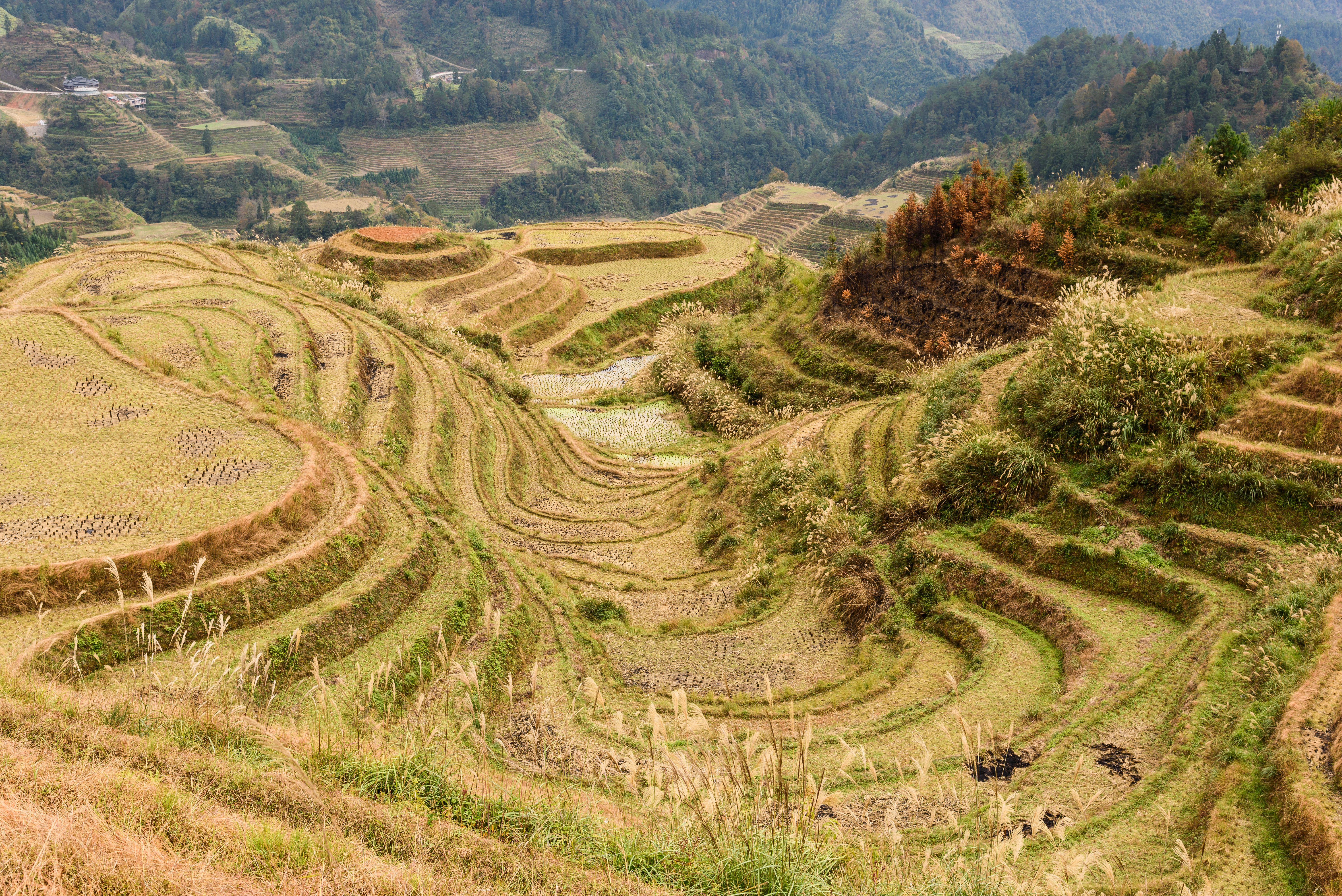
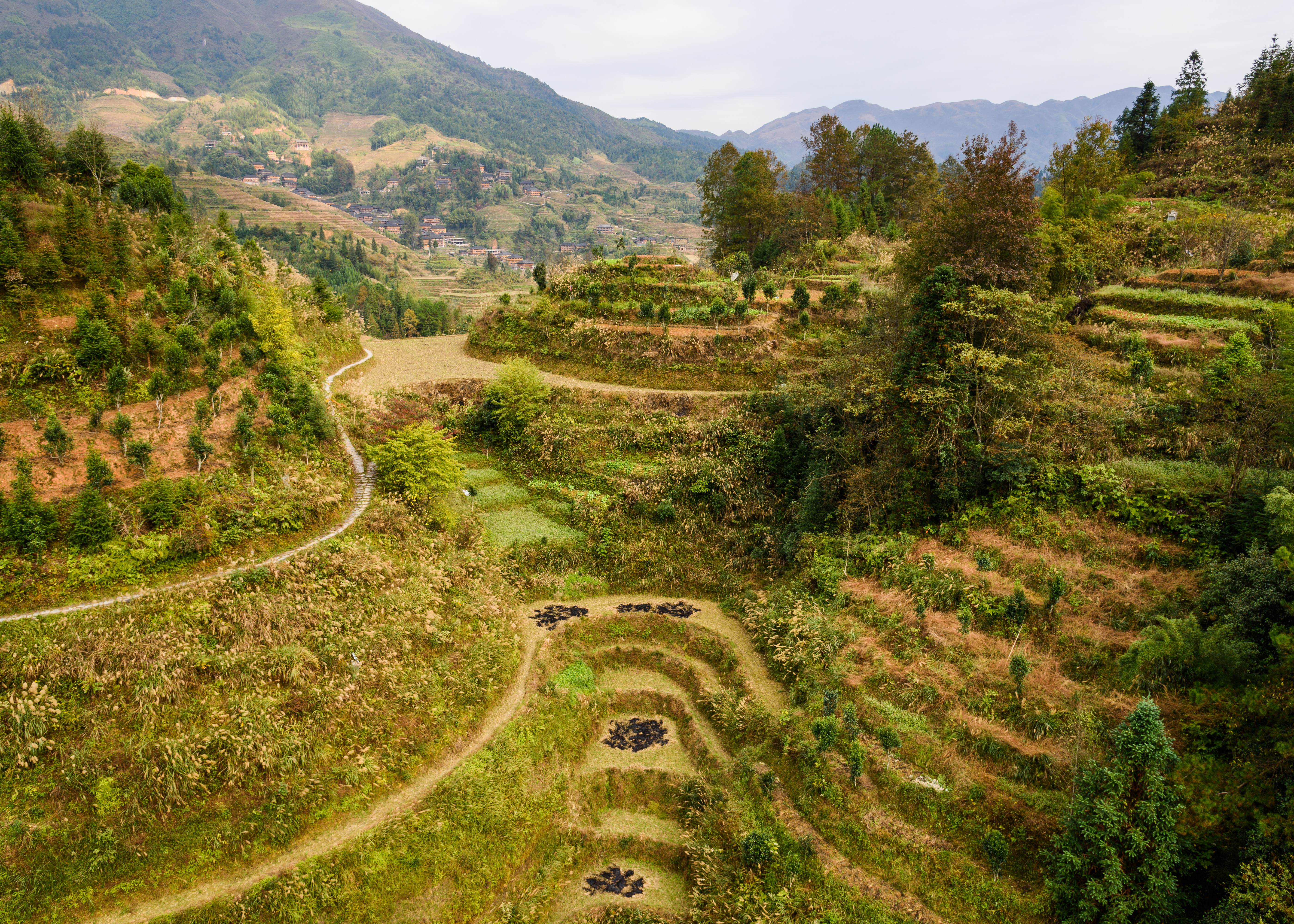
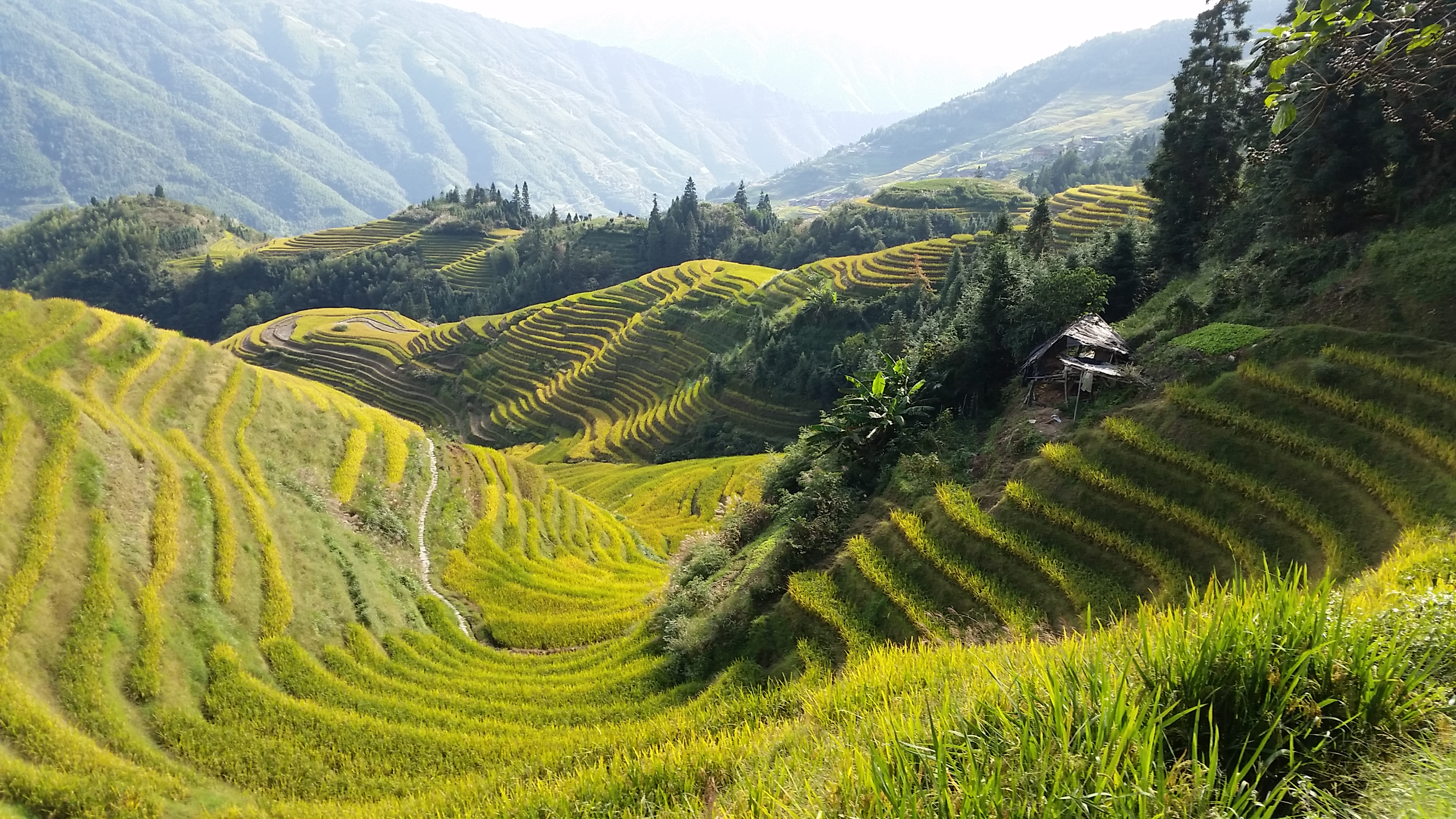